# Deportes Iberia
Club Deportivo Social y Cultural Iberia – chilijski klub piłkarski z siedzibą w mieście Los Ángeles leżącym w regionie Biobío (tzw. region VIII).

## Osiągnięcia

### Krajowe
- Campeonato de Apertura

| zwycięstwo (0):     | –    |
| drugie miejsce (1): | 1947 |

## Historia
Iberia założony został 15 czerwca 1933 roku z inicjatywy Nelsona Bastidasa. Pierwszym sukcesem klubu było wygranie drugiej ligi amatorskiej (División de Honor Amateur). Ostatnim poważnym sukcesem w historii klubu było wygranie turnieju Apertura drugiej ligi w 1984 roku. Obecnie Iberia występuje w trzeciej lidze chilijskiej (Tercera división chilena).